# Junco do Maranhão
Junco do Maranhão est une municipalité brésilienne située dans l'État du Maranhão.